# Carmen Emigholz
Carmen Emigholz (* 4. März 1962 in Bremen) ist eine Bremer Politikerin (SPD) und Staatsrätin beim Senator für Kultur der Freien Hansestadt Bremen.

## Biografie

### Ausbildung und Beruf
Emigholz studierte nach dem Abitur Rechts- und Politikwissenschaft an der Universität Regensburg und der Universität Bremen. Ab 1990 arbeitete sie als freie Mitarbeiterin einer bremischen Rechtskanzlei und Fachreferentin für Erwachsenenbildung.

### Politik

#### SPD
1985 trat Emigholz der SPD bei. In der Partei war sie unter anderem als Juso-Landesvorsitzende aktiv, 1993 rückte sie in den Landesvorstand auf, 2004 wurde sie an die Spitze des mitgliederstärksten Unterbezirks der SPD Bremen, des UB Bremen-Stadt, gewählt. 1997 wurde sie Mitglied und 1999 Mitglied im Bundesvorstand des Kulturforums der SPD mit den Themenschwerpunkten Konzepte für kommunale Kulturpolitik sowie Dialogforen mit Künstlerinnen und Künstlern. Emigholz ist ferner Vorsitzende des Kulturforums Bremen. Seit 2000 ist sie zuständig für Kultur im Bundesvorstand der Sozialdemokratischen Gesellschaft für Kommunalpolitik.

#### Beirat und Bürgerschaft
Von 1991 bis 1995 war sie im Beirat vom Stadtteil Obervieland. Von 1995 bis 2007 wurde sie in die Bremische Bürgerschaft gewählt. Seit 1996 wurde sie zur kulturpolitischen Sprecherin ihrer Fraktion bestimmt und von 1999 bis 2007 war sie Sprecherin der Kulturdeputation. In dieser Zeit gehörte sie unter anderem den Betriebsausschüssen von Musikschule, Stadtbibliothek Bremen und Bremer Volkshochschule ebenso an wie dem Aufsichtsrat des Bremer Theaters.

#### Kulturstaatsrätin
Seit 2007 ist sie Staatsrätin beim Senator für Kultur (Senat Böhrnsen II, Senat Böhrnsen III, Senat Sieling und Senat Bovenschulte I) und damit Vertreterin der Bürgermeister Jens Böhrnsen, Carsten Sieling und Andreas Bovenschulte im Amt des Kultursenators. Zu Beginn ihrer Dienstzeit setzte Emigholz den zuvor ergebnislos abgebrochenen Reorganisationsprozess der Bremer Kulturverwaltung neu in Gang und führte ihn 2011 zum Abschluss. Emigholz verfolgt eine an Verlässlichkeit ausgerichtete Kulturpolitik. In diesem Kontext wurden seit 2007 mit einer Reihe bremischer Einrichtungen mehrjährige Kontrakte abgeschlossen.

### Weiteres Mitgliedschaften und Ämter
- Seit 1982 engagiert sich Emigholz im Bereich des Natur- und Umweltschutzes, u. a. früher bei Greenpeace.
- Sie ist  Vorstandsmitglied im Tierschutzverein Bremen, Mitglied der Arbeiterwohlfahrt (AWO) und Mitglied des Arbeiter-Samariter-Bundes (ASB).
- Sie ist weiterhin seit 1985 Mitglied der Deutschen Schillergesellschaft und seit 1999 Vorstandsmitglied im Kunstverein Bremen.
- Seit 2001 ist sie Mitglied und seit 2010  Aufsichtsratsvorsitzende der Bremer Philharmoniker.
- Seit 2004 ist sie im Stiftungsrats der st art Jugend Kunst Stiftung Bremen und seit 2007 dort Vorsitzende.
- 2009 übernahm sie den Vorsitz im Aufsichtsrat des Theater Bremens.
- Sie ist Stiftungsratsvorsitzende des Focke-Museums und des Übersee-Museums sowie Mitglied im Aufsichtsrat des Musikfestes Bremen und der Glocke Veranstaltungs GmbH.

### Privates
Emigholz ist verheiratet.